# ایا ایرنه
ایا ایرنه (یونانی: Αγία Ειρήνη) یا ایا اِیرنه (یونانی میانه: Ἁγία Εἰρήνη) تلفظ یونانی: [aˈʝia iˈrini] تلفظ یونانی: [aˈʝia iˈrini]، «صلح مقدس»، ترکی استانبولی: Aya İrini)، گاهی اوقات به عنوان سنت ایرنه نیز شناخته می‌شود، یک کلیسای ارتدکس شرقی واقع در حیاط بیرونی کاخ طوپقاپی در استانبول است. این قدیمی‌ترین کلیسای شناخته شده در شهر و تنها کلیسای بیزانسی در استانبول است که هرگز به مسجد تبدیل نشد، زیرا تا قرن نوزدهم از آن به عنوان زرادخانه‌ای برای نگهداری سلاح استفاده می‌شد. ایا ایرنه امروزه به عنوان موزه و سالن کنسرت فعالیت می‌کند.

## تاریخچه
ایا ایرنه ، کلیسایی در قسطنطنیه (استانبول امروزی ) است که در قرن چهارم میلادی به دستور کنستاتین ، امپراتور روم ساخت آن آغاز شد.اگرچه در آن زمان ساخته شد ، اما شکل کنونی آن به قرن هشتم برمی گردد. این کلیسا در نزدیکی ایاصوفیه قرار دارد که به نوعی الگویی الهام بخش برای آن محسوب میشود هرچند اولین ساختمان ساخته شده در ان مکان نیست‌.این کلیسا به عنوان کلیسای مسیحی ارتدوکس برای مقر پاتریارکی طراحی شده بود. بازسازی ها کلیسای ایا ایرنه طی شورش نیکا در سال ۵۳۲ در آتش سوزی سوخت و امپراتور ژوستینیان در سال ۵۴۸ اقدام به بازسازی آن کرد و کمی پیش رفت. در بازسازی سده هشتم میلادی نیز بر بالای نخستین دهانه شبستان ، گنبدی اضافی گذاشته شد  و یک تاکید طولی جدید در کلیسا پدید اورد که منجر به اهمیت بیشتر این کلیسا شد.کلیسای ایایرنه به دلیل موقعیت جغرافیایی تحت تاثیر زمین لرزه های مکرری قرار دارد و به همین دلیل از ابتدای ساخت تاکنون چندین بار آسیب دیده است.به عنوان مثال در سال ۷۴۰ ، بر اثر زمین لرزه گنبد آن فرو ریخت و سپس تعمیر شد. این کلیسا بازسازی های متعددی را به خود دیده است و به طور کلی میتوان گفت بنای فعلی به احتمال زیاد متعلق به قرن ششم است. کاربری ها نقطه عطف دیگر این کلیسا ، در سال ۱۴۵۳ اتفاق افتاد. یعنی فتح قسطنطنیه توسط عثمانی ها‌.ایا ایرنه بخشی از مجموعه کاخ توپکایی شد ولی برخلاف ایا صوفیه که به مسجد تغییر کاربری داد ، از ان به عنوان انبار سلاح و ابزار جنگی  عثمانی ها ، غنایم و ... استفاده شد.از سال ۱۷۰۰ تا به امروز ، از این کلیسا به عنوان موزه استفاده می شود.البته بین سال های ۱۹۰۸ تا ۱۹۷۸ به عنوان موزه نظامی فعالیت می کرد. ساختار این بنا تنها کلیسای باقی مانده از دوره بیزانس است که هنوز آتریوم ( حیاط مرکزی ) دارد.علاوه بر آن تنها کلیسایی است که سینترونون ( صفوف نیم دایره ای پنج گانه صندلی های روحانیون ) در آن حفظ شده است‌. همچنین در زیر سنترونون ، راهرویی طاق دار معروف به کیلیکیون ساخته شده است .در بخش بالایی محراب ، یک موزاییک از صلیب سیاه با پس زمینه ای طلایی وجود دارد. ایا ایرنه سه راهرو دارد و یک بازیلیکای گنبد دار است‌‌. در پشت کلیسا ، راهروی صلیبی شکلی قرار دارد که در گذشته محل پنهان کردن مقبره های امپراتوران بیزانس بوده است. این مقبره ها از جنس سنگ پورفیری ساخته شده بودند.در دو طرف شبستان کلیسا ، راهرو ها ، گالری های فوقانی و نارتمکس ( ورودی غربی ) قرار دارند و تاکنون  حفظ شده اند. 
در اواخر دوران عثمانی،  در منطقه سلطان احمد تحولات اساسی رخ داد که عمدتا با هدف معرفی این منطقه به عنوان  مرکز نمادین استانبول انجام شدند . افتتاح ایا ایرنه به عنوان یه فضای نمایشی عمومی منجر به موزه ای شدن تدریجی محیط اطراف آن شد .ایا ایرانه به عنوان هسته اصلی موزه امپراتوری قرار گرفت که به زودی به غرفه کاشی شده و موزه اختصاصی آن و مدرسه هنر های زیبا گسترش یافت .

## محیط اطراف و زمینه
موقعیت جغرافیایی که این کلیسا در آن قرار دارد ، زلزله خیز است و تحت تاثیر فعالیت های تکتونیکی قرار دارد؛ تا به امروز نیز به این کلیسا آسیب های مختلفی به دلیل زلزله وارد شده است.
به عنوان مثال در سال 740 میلادی ، مجموعه ای از آسیب ها به گنبد آن وارد شد.

## معماری
این کلیسا به سبک باسیلیکا ساخته شده است که دارای ۳ راهروی گنبددار است.
یکی از ویژگی های معماری ایا ایرنه ، نبود شبستان عرضی است.در این کلیسا رواق های صحن اصلی به سمت جناح های جانبی ادامه می یابند که در یک سمت ، با فضای پشت محراب در امتداد محور طولی اصلی به پایان می رسد.گنبد کلیسا دارای پایه ای مربع شکل است که بر روی چهار ستون اصلی قرار دارد.در تزیین نیم گنبد این کلیسا از نقش صلیب مرکزی مسیحی استفاده شده است.

### پلان و چیدمان
ابعاد پلان کلیسا ایا ایرنه به صورت زیر است : 
طول : 100متر
عرض : 32 متر
ارتفاع گنبد : 35 متر
قطر گنبد :15 متر
گنبد دارای ۲۰ پنجره است
این کلیسا به سبک باسیلیکای رومی بخش‌هایی چون فضای اصلی، نارتکس (ورودی)، گالری‌ها، و آتریوم تشکیل شده است.

### فضای داخلی
فضای داخلی کلیسای ایا ایرنه از نظر معماری و زیبایی بسیار غنی است و مرمر از جمله مصالح تزیینی به کار رفته در آن است.بخش دیگری از فصای داخلی نیز گچ کاری شده و تزیین شده با موزاییک هستند.
گچ‌بری یا «کورنیس» تمام فضای اصلی و جانبی کلیسای ایا ایرنه را در بر می‌گیرد. در زیر گنبد، بخشی وجود دارد به نام «تولوبات» (tholobate)، که در آن پنجره‌هایی تعبیه شده‌اند و فضای داخلی را روشن می‌کنند.
در بالای محراب این کلیسا ، موزاییکی از صلیب مشکلی باقی مانده است که زمینه ای طلایی رنگ دارد.
در راهروی پشتی این کلیسا ، تابوت هایی از سنگ پورفیری برای بقایای پنهانی از امپراتوران بیزانسی ساخته شده است.
در دو سمت شبستان اصلی کلیسا ، راهروها ، گالری هایی در طبقات فوقانی و نارتکس ( ورودی کلیسا ) حفظ شده اند.
علاوه بر این ها ، یک راهروی طاق دار به نام کیکلیون در زیر سینکرونون ساخته شده است.

### نما و جزییات خارجی
نمای بیرونی این کلیسا بر خلاف فضای داخلی ساده است و شامل دیوارهای آجری و سنگی بدون گچ کاری است که با سیمان به هم چسبیده اند. زیبایی نمای خارجی به شدت سرکوب شده و کاربرد گرایی در اولویت بوده است.

### مصالح ساختمانی
این کلیسا از سنگ و آجر و ملات ساخته شده است.ابعاد آجر های مورد استفاده 5×35×70 سانتی متر است که با ملاتی به ضخامت 4 تا 5 سانتی متر به هم چسبیده اند. از این ملات ها در چندین لایه استفاده شده است به طوری که ضخامت ملات تقریبا با ضخامت آجر ها برابر میشد و باعث تضعیف استحکام کلی بنا به ویژه در بخش های منحنی شکل شده است.
ویژگی هایی کلی مصالح استفاده شده در این بنا عبارت است از سبک بودن ، مقاومت و دوام بالا.
به عنوان مثال بتن آتشفشانی که ترکیبی از آجرهای سوخته ی بسیار سبک با قابلیت شناوری روی آب است ، در ساخت گنبد این کلیسا به کار رفته است.

## سیستم سازه ای
در سیستم سازه ای این کلیسا ، گنبد یکی از عناصر اصلی محسوب میشود.
طاق های صحن اصلی بسیار ضخیم و مستحکم ساخته شده اند تا فشار جانبی گنبد را تحمل کنند و دیوار های اصلی با تکیه گاه های عظیم پشتیبانی میشوند تا بار افقی زیاد را منتقل کنند.
تمام میل‌گرد های اتصال تقویتی در پایه های قوس مرکزی و ستون ها قرار داده شده اند؛ یعنی در عناصری که از نظر سازه ای بیشترین اهمیت را در رفتار کلی سازه دارند.

## نوآوری احتمالی
آژانس پایتختی فرهنگی اروپا  در سال2010 توسط مقامات دولتی برای هماهنگی تاسیس شده بود .با همکاری چندین نهاد دولتی طیف گسترده ای از پروژه ها برای آماده سازی شهر انجام شد . از جمله مرمت ایا صوفیه و ایا ایرانه.
در نتیجه موزه های قبلی از جمله ایا ایرانه تحت بازساز های اساسی قرار گرفتند . ایا ایرانه که برای کنسرت های ویژه به روی گردشگران باز شده بود.اکنون به عنوان موزه باز گشایی شد و نگهبانی نزدیک آن به رستوران تغییر کاربری داد. 
کلیسای ایا ایرنه تنها کلیسای بیزانسی باقی مانده با یک حیاط ( آتریوم) محسوب میشود.
ایا ایرنه تنها کلیسایی است که سیستم سینکرونون را به صورت کامل حفظ کرده است.
سینکرونون شامل پنج ردیف نیکمت های نیم دایره ای شکل است که به صورت پلکانی مطابق انحنای محراب قرار گرفته اند.